# Вялки (Московская область)
Вя́лки — деревня в Раменском городском округе Московской области.
Население — 1351 чел. (2010).

## Название
В 1784 году на межевом плане обозначена как Вялья, с 1852 года упоминается как Вялки.

## География
Деревня Вялки расположена в северной части Раменского района, примерно в 10 км к северо-западу от города Раменское. Высота над уровнем моря 133 м. Через деревню протекает река Македонка. В деревне 54 улицы, 1 аллея, 2 проезда и 8 тупиков. Ближайший населённый пункт — дачный посёлок Родники.

## История
В 1926 году деревня являлась центром Вялковского сельсовета Быковской волости Бронницкого уезда Московской губернии.
С 1929 года — населённый пункт в составе Раменского района Московского округа Московской области.
До муниципальной реформы 2006 года Вялки входили в состав Вялковского сельского округа Раменского района.
Позднее деревня Вялки входила в состав сельское поселение Вялковское и являлась его административным центром.

## Население
| 1926 | 2002 | 2010  |
| ---- | ---- | ----- |
| 584  | ↘573 | ↗1351 |

В 1926 году в деревне проживало 584 человека (264 мужчины, 320 женщин), насчитывалось 129 крестьянских хозяйств. По переписи 2002 года — 573 человека (248 мужчин, 325 женщин). Также в Вялках проживает известный музыкант Артем Попов.